# Clasificación para la Copa Africana de Naciones de 1992
La Clasificación para la Copa Africana de Naciones 1992 fue la fase previa que se jugó para definir a los clasificados a la fase final del torneo que se jugaría en Senegal.
Senegal como país organizador y Argelia como campeón defensor clasificaron automáticamente al torneo.

## Ronda Preliminar
| Equipo 1   | Agr. | Equipo 2 | Ida | Vuelta |
| ---------- | ---- | -------- | --- | ------ |
| Mauritania | 3–2  | Gambia   | 2–0 | 1–2    |

| 18 de mayo de 1990 | Mauritania | 2:0 | Gambia | Estadio Olímpico de Nuakchot, Nuakchot, Mauritania |  |

| 3 de junio de 1990 | Gambia | 2:1 | Mauritania | Estadio Independencia, Bakau, Gambia |  |

## Fase de grupos

### Grupo 1
| País         | J | G | E | P | GF | GC | GD | Pts |
| ------------ | - | - | - | - | -- | -- | -- | --- |
| Camerún      | 6 | 3 | 3 | 0 | 5  | 1  | +4 | 9   |
| Sierra Leona | 6 | 2 | 2 | 2 | 5  | 4  | +1 | 6   |
| Guinea       | 6 | 2 | 2 | 2 | 5  | 5  | 0  | 6   |
| Malí         | 6 | 0 | 3 | 3 | 2  | 7  | −5 | 3   |

| 19 de agosto de 1990 | Camerún | 0–0 | Malí | Stade Ahmadou Ahidjo, Yaundé, Camerún |  |
|                      |         |     |      | Asistencia: 8,000 espectadores        |  |

| 19 de agosto de 1990 | Guinea    | 1–2 | Sierra Leona         | Stade du 28 Septembre, Conakri, Guinea |                                 |
|                      | Sylla 70' |     | Deen 2' · Karbho 13' | Asistencia: 18,000 espectadores        | Asistencia: 18,000 espectadores |

| 1 de septiembre de 1990 | Sierra Leona | 1–1 | Camerún         | National Stadium, Freetown, Sierra Leona |  |
|                         | Brimah 25'   |     | Belle-Belle 50' |                                          |  |

| 2 de septiembre de 1990 | Malí       | 1–1 | Guinea      | Stade Modibo Kéïta, Bamako, Malí |                                 |
|                         | Diallo 40' |     | Yansané 70' | Asistencia: 11,000 espectadores  | Asistencia: 11,000 espectadores |

| 14 de abril de 1991 | Guinea | 0–0 | Camerún | Stade du 28 Septembre, Conakri, Guinea                               |  |
|                     |        |     |         | Asistencia: 41.000 espectadores Árbitro(s): Pierre Alain Mounguengui |  |

| 14 de abril de 1991 | Malí | 0–0 | Sierra Leona | Stade Modibo Keïta, Bamako, Malí |  |
|                     |      |     |              | Asistencia: 4,000 espectadores   |  |

| 28 de abril de 1991                     | Malí | 0–2 | Camerún                    | Stade Modibo Keïta, Bamako, Malí                           |                                                            |
|                                         |      |     | Ewané 68' · Omam-Biyik 86' | Asistencia: 40,000 espectadores Árbitro(s): Rachid Medjiba | Asistencia: 40,000 espectadores Árbitro(s): Rachid Medjiba |
| El partido fue abandonado al minuto 86. |      |     |                            |                                                            |                                                            |

| 28 de abril de 1991 | Sierra Leona | 0–1 | Guinea    | National Stadium, Freetown, Sierra Leona |                                 |
|                     |              |     | Touré 33' | Asistencia: 20,000 espectadores          | Asistencia: 20,000 espectadores |

| 14 de julio de 1991 | Camerún   | 1–0 | Sierra Leona | Stade Ahmadou Ahidjo, Yaundé, Camerún                  |                                                        |
|                     | Ekéké 84' |     |              | Asistencia: 60,000 espectadores Árbitro(s): Omer Yengo | Asistencia: 60,000 espectadores Árbitro(s): Omer Yengo |

| 14 de julio de 1991 | Guinea                       | 2–1 | Malí          | Stade du 28 Septembre, Conakri, Guinea |                                 |
|                     | Camara 17' · Titi Camara 70' |     | Coulibaly 75' | Asistencia: 38,000 espectadores        | Asistencia: 38,000 espectadores |

| 28 de julio de 1991 | Camerún        | 1–0 | Guinea | Stade Ahmadou Ahidjo, Yaundé, Camerún |                          |
|                     | Omam-Biyik 10' |     |        | Árbitro(s): Louis Laryea              | Árbitro(s): Louis Laryea |

| 28 de julio de 1991 | Sierra Leona   | 2–0 | Malí | National Stadium, Freetown, Sierra Leona |  |
|                     | Kagbwe 71' 85' |     |      |                                          |  |

### Grupo 2
| País    | J | G | E | P | GF | GC | GD  | Pts |
| ------- | - | - | - | - | -- | -- | --- | --- |
| Egipto  | 6 | 3 | 3 | 0 | 13 | 5  | +8  | 9   |
| Túnez   | 6 | 3 | 3 | 0 | 10 | 5  | +5  | 9   |
| Chad    | 6 | 2 | 2 | 2 | 6  | 7  | −1  | 6   |
| Etiopía | 6 | 0 | 0 | 6 | 0  | 12 | −12 | 0   |

| 17 de agosto de 1990 | Egipto                    | 2–0 | Etiopía | Cairo International Stadium, Cairo, Egipto |  |
|                      | Ramzy 61' · H. Hassan 85' |     |         |                                            |  |

| 19 de agosto de 1990 | Túnez                  | 2–1 | Chad        | Stade El Menzah, Tunisia, Túnez |  |
|                      | Abid 27' · Rouissi 82' |     | N'Doram 17' |                                 |  |

| 2 de septiembre de 1990 | Chad | 0–0 | Egipto | Stade Omnisports Idriss Mahamat Ouya, Ndjamena, Chad |  |
|                         |      |     |        | Asistencia: 9,000 espectadores                       |  |

| 18 de noviembre de 1990 | Etiopía | 0–2 | Túnez                      | Addis Ababa Stadium, Addis Ababa, Etiopía |  |
| |         |     | Mahjoubi 39' · Rouissi 41' |                                           |  |
| Al finalizar el partido todo el cuerpo técnico de la selección de Etiopía fue despedido de su cargo, por lo que abandonaron el torneo y los partidos restantes terminaron con derrota 0-2. |         |     |                            |                                           |  |

| 14 de abril de 1991 | Túnez            | 2–2 | Egipto                   | Stade El Menzah, Tunisia, Túnez                             |                                                             |
|                     | Mahjoubi 44' 89' |     | Ramzy 6' · I. Hassan 47' | Asistencia: 35,000 espectadores Árbitro(s): Abdelali Naciri | Asistencia: 35,000 espectadores Árbitro(s): Abdelali Naciri |

| 28 de abril de 1991 | Chad | 0–0 | Túnez | Stade Omnisports Idriss Mahamat Ouya, Ndjamena, Chad |  |
|                     |      |     |       | Asistencia: 5,000 espectadores                       |  |

| 12 de julio de 1991 | Egipto                                                    | 5–1 | Chad      | Cairo International Stadium, Cairo, Egipto                |                                                           |
|                     | I. Hassan 34' · Ramzy 56' 58' · H. Hassan 67' · Ramzy 82' |     | Touré 18' | Asistencia: 50,000 espectadores Árbitro(s): Mohamed Bahar | Asistencia: 50,000 espectadores Árbitro(s): Mohamed Bahar |

| 26 de julio de 1991 | Egipto                       | 2–2 | Túnez            | Cairo International Stadium, Cairo, Egipto                      |                                                                 |
|                     | Youssef 44' · Abdelghani 66' |     | Mahjoubi 50' 53' | Asistencia: 65,000 espectadores Árbitro(s): Abderrahmane Bergui | Asistencia: 65,000 espectadores Árbitro(s): Abderrahmane Bergui |

### Grupo 3
| País            | J                  | G                  | E                  | P                  | GF                 | GC                 | GD                 | Pts                |
| --------------- | ------------------ | ------------------ | ------------------ | ------------------ | ------------------ | ------------------ | ------------------ | ------------------ |
| Costa de Marfil | 6                  | 5                  | 0                  | 1                  | 9                  | 3                  | +6                 | 10                 |
| Marruecos       | 6                  | 4                  | 0                  | 2                  | 11                 | 4                  | +7                 | 8                  |
| Níger           | 6                  | 3                  | 0                  | 3                  | 9                  | 5                  | +4                 | 6                  |
| Mauritania      | 6                  | 0                  | 0                  | 6                  | 1                  | 18                 | −17                | 0                  |
| Liberia         | Abandonó el torneo | Abandonó el torneo | Abandonó el torneo | Abandonó el torneo | Abandonó el torneo | Abandonó el torneo | Abandonó el torneo | Abandonó el torneo |

| 19 de agosto de 1990 | Costa de Marfil            | 2–0 | Mauritania | Estadio Félix Houphouët-Boigny, Abiyán, Costa de Marfil |                                  |
|                      | Hobou 34' (pen.) · Sié 57' |     |            | Árbitro(s): Hugues-Joseph Mongbo                        | Árbitro(s): Hugues-Joseph Mongbo |

| 19 de agosto de 1990 | Marruecos                         | 2–0 | Níger | Stade Mohammed V, Casablanca, Marruecos |                             |
|                      | Hababi 18' (pen.) · Laghrissi 89' |     |       | Árbitro(s): Messaoud Koussa             | Árbitro(s): Messaoud Koussa |

| 2 de septiembre de 1990 | Marruecos                                              | 4–0 | Mauritania | Stade Mohammed V, Casablanca, Marruecos |                          |
|                         | Nader 9' · Bouderbala 40' · Raghib 45' · Laghrissi 63' |     |            | Árbitro(s): Habib Akrout                | Árbitro(s): Habib Akrout |

| 30 de septiembre de 1990 | Níger | 0–1 | Costa de Marfil | Stade Général-Seyni-Kountché, Niamey, Níger |                           |
|                          |       |     | Traoré 56'      | Árbitro(s): Issaka Diallo                   | Árbitro(s): Issaka Diallo |

| 14 de octubre de 1990 | Níger                                            | 7–1 | Mauritania | Stade Général-Seyni-Kountché, Niamey, Níger |                                 |
|                       | Dwaye 7' 62' 78' 79' · Lambo 46' 48' · Gabde 86' |     | Seck 10'   | Asistencia: 17,000 espectadores             | Asistencia: 17,000 espectadores |

| 13 de enero de 1991 | Marruecos                     | 3–1 | Costa de Marfil | Moulay Abdellah Stadium, Rabat, Marruecos |  |
|                     | Laghrissi 9' 72' · Lashaf 48' |     | Ouattara 77'    |                                           |  |

| 27 de enero de 1991                                               | Mauritania | 0–2 (acreditado) | Costa de Marfil | Stade Olympique, Nuakchot, Mauritania |  |
|                                                                   |            |                  |                 | Asistencia: - espectadores            |  |
| Victoria adjudicada a Costa de Marfil, Mauritania no se presentó. |            |                  |                 |                                       |  |

| 27 de enero de 1991 | Níger     | 1–0 | Marruecos | Stade Général-Seyni-Kountché, Niamey, Níger               |                                                           |
|                     | Douka 19' |     |           | Asistencia: 25,000 espectadores Árbitro(s): Kindner Ahmat | Asistencia: 25,000 espectadores Árbitro(s): Kindner Ahmat |

| 12 de abril de 1991 | Mauritania | 0–2 | Marruecos                      | Stade Olympique, Nuakchot, Mauritania                  |                                                        |
|                     |            |     | Laghrissi 46' · Bouderbala 66' | Asistencia: 8,000 espectadores Árbitro(s): Alhagi Faye | Asistencia: 8,000 espectadores Árbitro(s): Alhagi Faye |

| 30 de abril de 1991 | Costa de Marfil   | 1–0 | Níger | Estadio Félix Houphouët-Boigny, Abiyán, Costa de Narfil |                                 |
|                     | Traoré 27' (pen.) |     |       | Asistencia: 40,000 espectadores                         | Asistencia: 40,000 espectadores |

| 26 de julio de 1991 | Mauritania | 0–1 | Níger         | Stade Olympique, Nuakchot, Mauritania |  |
|                     |            |     | Coulibaly 77' |                                       |  |

| 28 de julio de 1991 | Costa de Marfil      | 2–0 | Marruecos | Estadio Félix Houphouët-Boigny, Abiyán, Costa de Marfil |                          |
|                     | Dao 24' · Traoré 52' |     |           | Árbitro(s): Badou Jasseh                                | Árbitro(s): Badou Jasseh |

### Grupo 4
| País         | J | G | E | P | GF | GC | GD  | Pts |
| ------------ | - | - | - | - | -- | -- | --- | --- |
| Ghana        | 8 | 5 | 2 | 1 | 11 | 2  | +9  | 12  |
| Nigeria      | 8 | 4 | 3 | 1 | 15 | 3  | +12 | 11  |
| Burkina Faso | 8 | 4 | 1 | 3 | 10 | 13 | −3  | 9   |
| Togo         | 8 | 2 | 2 | 4 | 4  | 9  | −5  | 6   |
| Benín        | 8 | 0 | 2 | 6 | 2  | 15 | −13 | 2   |

| 19 de agosto de 1990 | Burkina Faso             | 2–0 | Benín | Stade du 4 Août, Uagadugú, Burkina Faso |  |
|                      | Ilboudo 20' · Kadeba 70' |     |       |                                         |  |

| 19 de agosto de 1990 | Nigeria                                  | 3–0 | Togo | Surulere Stadium, Lagos, Nigeria |                         |
|                      | Okechukwu 58' · Amokachi 80' · Lawal 87' |     |      | Árbitro(s): Badara Sène          | Árbitro(s): Badara Sène |

| 1 de septiembre de 1990 | Ghana            | 1–0 | Nigeria | Baba Yara Stadium, Kumasi, Ghana |                            |
|                         | Saara-Mensah 32' |     |         | Árbitro(s): Célestin N'Cho       | Árbitro(s): Célestin N'Cho |

| 2 de septiembre de 1990 | Burkina Faso             | 2–0 | Togo | Stade du 4 Août, Uagadugú, Burkina Faso |  |
|                         | Ilboudo 48' · Fofana 60' |     |      |                                         |  |

| 30 de septiembre de 1990 | Benín | 0–1 | Nigeria   | Stade de l'Amitié, Cotonú, Benín |                            |
|                          |       |     | Jatau 55' | Árbitro(s): Kabuya Kalumba       | Árbitro(s): Kabuya Kalumba |

| 30 de septiembre de 1990 | Togo | 0–1 | Ghana            | Stade de Kégué, Lomé, Togo |                           |
|                          |      |     | Saara-Mensah 46' | Árbitro(s): Kouakou N'Dri  | Árbitro(s): Kouakou N'Dri |

| 14 de octubre de 1990 | Benín            | 1–1 | Togo       | Stade de l'Amitié, Cotonú, Benín |  |
|                       | Dossou-Gbété 65' |     | Djogou 30' |                                  |  |

| 14 de octubre de 1990 | Ghana                 | 2–0 | Burkina Faso | Ohene Djan Stadium, Acra, Ghana |             |
|                       | Addo 10' · Polley 82' |     |              | Árbitro(s):                     | Árbitro(s): |

| 13 de enero de 1991 | Burkina Faso | 1–1 | Nigeria  | Stade du 4 Août, Uagadugú, Burkina Faso |  |
|                     | Ouattara 24' |     | Ekpo 87' |                                         |  |

| 13 de enero de 1991 | Ghana                                 | 4–0 | Benín | Ohene Djan Stadium, Acra, Ghana    |                                    |
|                     | Polley 8' 44' · Armah 16' · Naawu 60' |     |       | Árbitro(s): Paul-Alain Hioba-Hioba | Árbitro(s): Paul-Alain Hioba-Hioba |

| 27 de enero de 1991 | Benín            | 1–2 | Burkina Faso   | Stade de l'Amitié, Cotonú, Benín |                                 |
|                     | Dossou-Gbété 43' |     | Bakadou 9' 22' | Asistencia: 12,000 espectadores  | Asistencia: 12,000 espectadores |

| 27 de enero de 1991 | Togo | 0–0 | Nigeria | Stade de Kégué, Lomé, Togo                                  |  |
|                     |      |     |         | Asistencia: 8,000 espectadores Árbitro(s): Fodé Capi Camara |  |

| 13 de abril de 1991 | Nigeria | 0–0 | Ghana | Surulere Stadium, Lagos, Nigeria |  |
|                     |         |     |       | Asistencia: 23,000 espectadores  |  |

| 21 de abril de 1991 | Togo        | 1–0 | Burkina Faso | Stade de Kégué, Lomé, Togo |  |
|                     | Sibamba 12' |     |              |                            |  |

| 27 de abril de 1991 | Nigeria                             | 3–0 | Benín | Surulere Stadium, Lagos, Nigeria                           |                                                            |
|                     | Siasia 5' · Ekpo 17' · Amokachi 28' |     |       | Asistencia: 20,000 espectadores Árbitro(s): Modibo N'Diaye | Asistencia: 20,000 espectadores Árbitro(s): Modibo N'Diaye |

| 29 de abril de 1991 | Ghana                    | 2–0 | Togo | Ohene Djan Stadium, Acra, Ghana |                                 |
|                     | Lamptey 43' · Baffoe 76' |     |      | Asistencia: 40,000 espectadores | Asistencia: 40,000 espectadores |

| 13 de julio de 1991 | Burkina Faso               | 2–1 | Ghana      | Stade du 4 Août, Uagadugú, Burkina Faso                  |                                                          |
|                     | Ilboudo 21' · Ouattara 87' |     | Tetteh 17' | Asistencia: 18,000 espectadores Árbitro(s): Idrissa Sarr | Asistencia: 18,000 espectadores Árbitro(s): Idrissa Sarr |

| 14 de julio de 1991 | Togo                              | 2–0 | Benín | Stade de Kégué, Lomé, Togo      |                                 |
|                     | Amegnizin 55' · Fiawoo 70' (pen.) |     |       | Asistencia: 20,000 espectadores | Asistencia: 20,000 espectadores |

| 27 de julio de 1991 | Nigeria                                                       | 7–1 | Burkina Faso | Surulere Stadium, Lagos, Nigeria |                          |
|                     | Yekini 13' 69' 71' 80' · Siasia 14' · Elahor 74' · Finidi 88' |     | Touré 20'    | Árbitro(s): Karim Camara         | Árbitro(s): Karim Camara |

| 28 de julio de 1991 | Benín | 0–0 | Ghana | Stade de l'Amitié, Cotonú, Benín |  |
|                     |       |     |       | Árbitro(s): Ahmed Kante          |  |

### Grupo 5
| País        | J | G | E | P | GF | GC | GD | Pts |
| ----------- | - | - | - | - | -- | -- | -- | --- |
| Zambia      | 6 | 4 | 1 | 1 | 11 | 4  | +7 | 9   |
| Madagascar  | 5 | 2 | 2 | 1 | 3  | 2  | +1 | 6   |
| Suazilandia | 5 | 1 | 2 | 2 | 4  | 9  | −5 | 4   |
| Angola      | 6 | 0 | 3 | 3 | 3  | 6  | −3 | 3   |

| 18 de agosto de 1990 | Zambia                                                                  | 5–0 | Suazilandia | Independence Stadium, Lusaka, Zambia |                                |
|                      | Chansa 39' · Chikabala 40' · Muselepete 54' · Mbasela 70' · Changwe 84' |     |             | Árbitro(s): Macnever Mang'anda       | Árbitro(s): Macnever Mang'anda |

| 19 de agosto de 1990 | Angola | 0–1 | Madagascar       | Estádio da Cidadela, |  |
|                      |        |     | Randrianaivo 60' |                      |  |

| 1 de septiembre de 1990 | Suazilandia    | 1–1 | Angola    | Somhlolo National Stadium, Lobamba, Suazilandia |  |
|                         | Terblanche 89' |     | Chico 10' |                                                 |  |

| 1 de septiembre de 1990 | Madagascar | 0–0 | Zambia | Mahamasina Municipal Stadium, Antananarivo, Madagascar |  |
|                         |            |     |        | Asistencia: 8,000 espectadores                         |  |

| 14 de abril de 1991 | Angola       | 1–2 | Zambia                   | Estádio da Cidadela, Luanda, Angola                        |                                                            |
|                     | Saavedra 62' |     | Bwalya 55' · Mbasela 87' | Asistencia: 15,000 espectadores Árbitro(s): Bester Kalombo | Asistencia: 15,000 espectadores Árbitro(s): Bester Kalombo |

| 14 de abril de 1991 | Suazilandia | 0–1 | Madagascar | Somhlolo National Stadium, Lobamba, Suazilandia |                                |
|                     |             |     | Kelly 16'  | Asistencia: 3,500 espectadores                  | Asistencia: 3,500 espectadores |

| 28 de abril de 1991 | Suazilandia            | 2–1 | Zambia      | Somhlolo National Stadium, Lobamba, Suazilandia |  |
|                     | Tito 44' · Tholeni 50' |     | Makinka 60' |                                                 |  |

| 4 de mayo de 1991 | Madagascar | 0–0 | Angola | Mahamasina Municipal Stadium, Antananarivo, Madagascar |  |
|                   |            |     |        | Asistencia: 12,000 espectadores                        |  |

| 14 de julio de 1991 | Zambia                   | 2–1 | Madagascar | Independence Stadium, Lusaka, Zambia                        |                                                             |
|                     | Musonda 20' · Bwalya 38' |     | Henry 49'  | Asistencia: 50,000 espectadores Árbitro(s): Charles Masembe | Asistencia: 50,000 espectadores Árbitro(s): Charles Masembe |

| 15 de julio de 1991 | Angola            | 1–1 | Suazilandia | Estádio da Cidadela, Luanda, Angola |                                 |
|                     | Felito 40' (pen.) |     | Matse 48'   | Asistencia: 20,000 espectadores     | Asistencia: 20,000 espectadores |

| 28 de julio de 1991 | Zambia      | 1–0 | Angola | Independence Stadium, Lusaka, Zambia |                            |
|                     | Musonda 89' |     |        | Árbitro(s): Wilfred Mukuna           | Árbitro(s): Wilfred Mukuna |

| 28 de julio de 1991                                                                     | Madagascar | n/p | Suazilandia | Mahamasina Municipal Stadium, Antananarivo |  |
|                                                                                         |            |     |             | Asistencia: - espectadores                 |  |
| El partido no se jugó por ser irrelevante, ya que ambas selecciones estaban eliminadas. |            |     |             |                                            |  |

### Grupo 6
| País       | J                  | G                  | E                  | P                  | GF                 | GC                 | GD                 | Pts                |
| ---------- | ------------------ | ------------------ | ------------------ | ------------------ | ------------------ | ------------------ | ------------------ | ------------------ |
| Kenia      | 4                  | 2                  | 0                  | 2                  | 4                  | 4                  | 0                  | 4                  |
| Mozambique | 4                  | 2                  | 0                  | 2                  | 3                  | 3                  | 0                  | 4                  |
| Sudán      | 4                  | 2                  | 0                  | 2                  | 3                  | 3                  | 0                  | 4                  |
| Mauricio   | Abandonó el torneo | Abandonó el torneo | Abandonó el torneo | Abandonó el torneo | Abandonó el torneo | Abandonó el torneo | Abandonó el torneo | Abandonó el torneo |

| 17 de agosto de 1990 | Sudán       | 1–0 | Mozambique | Khartoum Stadium, Jartum, Sudán |  |
|                      | Al-Quoz 85' |     |            |                                 |  |

| 2 de septiembre de 1990 | Mozambique           | 2–1 | Kenia     | Estádio da Machava, Maputo, Mozambique |                           |
|                         | Nico 55' · Nando 85' |     | Mutua 51' | Árbitro(s): Phuru Liphoto              | Árbitro(s): Phuru Liphoto |

| 14 de abril de 1991 | Sudán      | 1–0 | Kenia | Khartoum Stadium, Jartum, Sudán                          |                                                          |
|                     | Mansour 8' |     |       | Asistencia: 7,000 espectadores Árbitro(s): Bekele Kidane | Asistencia: 7,000 espectadores Árbitro(s): Bekele Kidane |

| 28 de abril de 1991 | Mozambique    | 1–0 | Sudán | Estádio da Machava, Maputo, Mozambique |                                 |
|                     | Zainadine 30' |     |       | Asistencia: 38,000 espectadores        | Asistencia: 38,000 espectadores |

| 14 de julio de 1991 | Kenia       | 1–0 | Mozambique | Nyayo National Stadium, Nairobi, Kenia |                                 |
|                     | Mwololo 32' |     |            | Asistencia: 20,000 espectadores        | Asistencia: 20,000 espectadores |

| 28 de julio de 1991 | Kenia                 | 2–1 | Sudán     | Moi International Sports Centre, Nairobi, Kenia |                                            |
|                     | Motego 10' · Mike 76' |     | Santo 87' | Árbitro(s): Christopher Musaabi Yolisigira      | Árbitro(s): Christopher Musaabi Yolisigira |

### Grupo 7
| País       | J                  | G                  | E                  | P                  | GF                 | GC                 | GD                 | Pts                |
| ---------- | ------------------ | ------------------ | ------------------ | ------------------ | ------------------ | ------------------ | ------------------ | ------------------ |
| Congo      | 4                  | 3                  | 1                  | 0                  | 7                  | 3                  | +4                 | 7                  |
| Zimbabue   | 4                  | 1                  | 2                  | 1                  | 8                  | 6                  | +2                 | 4                  |
| Malaui     | 4                  | 0                  | 1                  | 3                  | 3                  | 9                  | −6                 | 1                  |
| Seychelles | Abandonó el torneo | Abandonó el torneo | Abandonó el torneo | Abandonó el torneo | Abandonó el torneo | Abandonó el torneo | Abandonó el torneo | Abandonó el torneo |

| 18 de agosto de 1990 | Malaui | 0–1 | Congo     | Silver Stadium, Lilongüe, Malaui |                               |
|                      |        |     | Makita 5' | Árbitro(s): Christian Chikuka    | Árbitro(s): Christian Chikuka |

| 2 de septiembre de 1990 | Congo                    | 2–0 | Zimbabue | Stade Alphonse Massemba-Débat, Brazzaville, Congo |                                   |
|                         | N'Domba 55' · Makita 86' |     |          | Árbitro(s): António Pereira Lopes                 | Árbitro(s): António Pereira Lopes |

| 14 de abril de 1991 | Zimbabue                                | 4–0 | Malaui | Rufaro Stadium, Harare, Zimbabue |                    |
|                     | McKop 11' 65' · Ndlovu 41' · Chunga 74' |     |        | Árbitro(s): 12,000               | Árbitro(s): 12,000 |

| 28 de abril de 1991 | Congo         | 2–1 | Malaui    | Stade Alphonse Massemba-Débat, Brazzaville, Congo          |                                                            |
|                     | Ngapy 35' 85' |     | Phiri 41' | Asistencia: 23,000 espectadores Árbitro(s): Kabuya Kalumba | Asistencia: 23,000 espectadores Árbitro(s): Kabuya Kalumba |

| 14 de julio de 1991 | Zimbabue              | 2–2 | Congo                    | Rufaro Stadium, Harare, Zimbabue                                   |                                                                    |
|                     | McKop 9' · Ndlovu 78' |     | Makita 40' · N'Domba 89' | Asistencia: 60,000 espectadores Árbitro(s): Joseph Rakotondrainibe | Asistencia: 60,000 espectadores Árbitro(s): Joseph Rakotondrainibe |

| 27 de julio de 1991 | Malaui                            | 2–2 | Zimbabue                | Zomba Stadium, Zomba, Malaui |  |
|                     | Rzwodzi 20' (a.g.) · Chimodzi 86' |     | Nagoli 13' · Ndlovu 89' |                              |  |

### Grupo 8
| País     | J | G | E | P | GF | GC | GD | Pts |
| -------- | - | - | - | - | -- | -- | -- | --- |
| Zaire    | 6 | 3 | 1 | 2 | 6  | 4  | +2 | 7   |
| Gabón    | 6 | 2 | 3 | 1 | 3  | 2  | +1 | 7   |
| Uganda   | 6 | 2 | 2 | 2 | 6  | 6  | 0  | 6   |
| Tanzania | 6 | 1 | 2 | 3 | 4  | 7  | −3 | 4   |

| 19 de agosto de 1990 | Gabón     | 1–0 | Uganda | Stade Omar Bongo, Libreville, Gabón |  |
|                      | Manon 65' |     |        |                                     |  |

| 19 de agosto de 1990 | Zaire          | 2–0 | Tanzania | Stade des Martyrs, Kinshasa, Zaire |                             |
|                      | Kabongo 6' 75' |     |          | Árbitro(s): William Ochieng        | Árbitro(s): William Ochieng |

| 1 de septiembre de 1990 | Tanzania | 0–0 | Gabón | Uhuru Stadium, Dar es Salaam, Tanzania |  |
|                         |          |     |       | Asistencia: 5,000 espectadores         |  |

| 1 de septiembre de 1990 | Uganda                 | 2–1 | Zaire       | Nakivubo Stadium, Kampala, Uganda   |                                     |
|                         | Senoga 8' · Musisi 62' |     | Kabongo 18' | Árbitro(s): Sylvanus Anthony Oghina | Árbitro(s): Sylvanus Anthony Oghina |

| 14 de abril de 1991 | Uganda             | 3–2 | Tanzania      | Nakivubo Stadium, Kampala, Uganda |                                |
|                     | Musisi 22' 26' 65' |     | Haule 43' 45' | Asistencia: 9,000 espectadores    | Asistencia: 9,000 espectadores |

| 14 de abril de 1991 | Zaire                      | 2–1 | Gabón      | Stade Tata Raphaël, Kinshasa, Zaire                         |                                                             |
|                     | N'Galula 70' · Mukanya 85' |     | Nzamba 74' | Asistencia: 18,000 espectadores Árbitro(s): Laurent Pettcha | Asistencia: 18,000 espectadores Árbitro(s): Laurent Pettcha |

| 27 de abril de 1991 | Tanzania  | 1–0 | Zaire | Uhuru Stadium, Dar es Salaam, Tanzania                      |                                                             |
|                     | Haule 63' |     |       | Asistencia: 15,000 espectadores Árbitro(s): Charles Masembe | Asistencia: 15,000 espectadores Árbitro(s): Charles Masembe |

| 27 de abril de 1991 | Uganda | 0–0 | Gabón | Nakivubo Stadium, Kampala, Uganda |  |
|                     |        |     |       | Asistencia: 12,000 espectadores   |  |

| 14 de julio de 1991 | Gabón      | 1–0 | Tanzania | Stade Omar Bongo, Libreville, Gabón |                                 |
|                     | Anotho 37' |     |          | Asistencia: 30,000 espectadores     | Asistencia: 30,000 espectadores |

| 14 de julio de 1991 | Zaire              | 1–0 | Uganda | Stade des Martyrs, Kinshasa, Zaire |                                 |
|                     | Balenga 82' (pen.) |     |        | Asistencia: 70,000 espectadores    | Asistencia: 70,000 espectadores |

| 28 de julio de 1991 | Gabón | 0–0 | Zaire | Stade Omar Bongo, Libreville, Gabón                         |  |
|                     |       |     |       | Asistencia: 50,000 espectadores Árbitro(s): Simon Bantsimba |  |

| 29 de julio de 1991 | Tanzania  | 1–1 | Uganda     | Uhuru Stadium, Dar es Salaam, Tanzania |  |
|                     | Mputi 66' |     | Kumasi 18' |                                        |  |

## Clasificados
| - Argelia (Campeón Defensor) - Camerún - Congo - Egipto | - Ghana - Costa de Marfil - Kenia - Marruecos | - Nigeria - Senegal (Anfitrión) - Zaire - Zambia |